# Stenskvättor
Denna artikel avhandlar fågelsläktet Oenanthe. För växtsläktet Oenanthe se stäkror.
Stenskvättor (Oenanthe) är ett släkte med tättingar i familjen flugsnappare.

## Utseende
Övergumpen och den långa stjärten är hos merparten av arterna karaktäristiskt svart och vit, eller röd med vita markeringar. Hos merparten av arterna skiljer sig dräkterna hos de båda könen åt och enbart hanarna har en kontrastrik iögonfallande dräkt men honan delar artens typiska stjärt och övergumpsteckning.

## Utbredning
Alla arter inom familjen flugsnappare har sin utbredning i gamla världen i Europa, Afrika och främre delen av Asien. En art, stenskvättan (Oenanthe oenanthe), har också etablerat en liten population på Grönland och i Kanada. De nordligt häckande arterna inom släktet är långflyttare som övervintrar i Afrika.

## Ekologi
Stenskvättorna är insektsätande tättingar som lever i öppna, ofta torra biotoper. De bygger ofta sina bon i håligheter eller skrevor bland klippor eller större stenar och nyttjar övergivna bon från andra arter.

## Taxonomi
Tidigare fördes stenskvättorna liksom flera andra små trastlika fåglar som näktergalar, rödstjärtar och buskskvättor till familjen trastar, men dessa har efter DNA-studier visat sig vara närmare släkt med flugsnappare. 
Nyligen utförda genetiska studier visar också att släktet så som det traditionellt är konstituerat är parafyletiskt gentemot flera andra släkten. Fem arter tidigare placerade i Cercomela och en art i Myrmecocichla bör istället föras till Oenanthe, medan Oenanthe monticola bör föras till Myrmecocichla.
Oenanthe är också det vetenskapliga namnet på växtsläktet stäkror och det vetenskapliga namnet härstammar från grekiskans oenos (οίνος) "vin" och anthos (ανθός) "blomma". För stäkrorna refererar det till dess vinluktande blommor, och för fågelsläktet refererar det till att stenskvättan (O. oenanthe) anländer till Grekland om våren just då vinrankorna blommar.

### Arter inom släktet
Även artgränserna i släktet är under diskussion. Denna lista med 31 arter följer AviList:
- Stenskvätta (Oenanthe oenanthe)
- Atlasstenskvätta (Oenanthe seebohm)
- Svartbröstad stenskvätta (Oenanthe pileata)
- Jemenstenskvätta (Oenanthe bottae) – tidigare underart till svartpannad stenskvätta (bottae sensu lato)
- Höglandsstenskvätta (Oenanthe frenata) – tidigare underart till svartpannad stenskvätta (bottae sensu lato)
- Sahelstenskvätta (Oenanthe heuglinii)
- Isabellastenskvätta (Oenanthe isabellina)
- Munkstenskvätta (Oenanthe monacha)
- Ökenstenskvätta (Oenanthe deserti)
- Västlig medelhavsstenskvätta (Oenanthe hispanica)
- Östlig medelhavsstenskvätta (Oenanthe melanoleuca)
- Cypernstenskvätta (Oenanthe cypriaca)
- Nunnestenskvätta (Oenanthe pleschanka)
- Vitpannad stenskvätta (Oenanthe albifrons) – tidigare i  Myrmecocichla
- Somaliastenskvätta (Oenanthe phillipsi)
- Berberstenskvätta (Oenanthe moesta)
- Svartstjärt (Oenanthe melanura) – tidigare i Cercomela
- Roststjärtad stenskvätta (Oenanthe familiaris) – tidigare i Cercomela
- Brunstjärtad stenskvätta (Oenanthe scotocerca) – tidigare i Cercomela
- Awashstenskvätta (Oenanthe dubia) – tidigare i Cercomela
- Brun stenskvätta (Oenanthe fusca) – tidigare i Cercomela
- Orientstenskvätta (Oenanthe picata)
- Svart stenskvätta (Oenanthe leucura)
- Etiopienstenskvätta (Oenanthe lugubris)
- Vitkronad stenskvätta (Oenanthe leucopyga)
- Svartvit stenskvätta (Oenanthe albonigra)
- Vitryggig stenskvätta (Oenanthe finschii)
- Sorgstenskvätta (Oenanthe lugens)
- Arabstenskvätta (Oenanthe lugentoides
- Kurdstenskvätta (Oenanthe xanthoprymna)
- Persisk stenskvätta (Oenanthe chrysopygia)